# 魚津インターチェンジ
魚津インターチェンジ（うおづインターチェンジ）は、富山県魚津市印田にある北陸自動車道のインターチェンジである。用地面積は約69,000 m2。

## 歴史
- 1974年（昭和49年）3月22日 - インターチェンジの場所が印田・石垣新地区に決定される[4]。
- 1978年（昭和53年）7月 - 中心杭打設が完了[5]。
- 1983年（昭和58年）12月13日 - 滑川IC - 朝日IC間の開通に伴い[1][6]、供用開始[2][7]。
- 2010年（平成22年）12月10日 - 魚津バスストップ供用開始[8]。

## 道路
- E8 北陸自動車道（25番）

直接接続
- 富山県道52号島尻魚津インター線

間接接続
- 国道8号（魚津バイパス）

## 料金所
- ブース数：4

### 入口
- ブース数：2
  - ETC専用：1
  - 一般：1

### 出口
- ブース数：2
  - ETC専用：1
  - 一般：1

## 魚津バスストップ
魚津インターチェンジ出入口付近に設置された高速バス専用通路上にある高速バス停留所である。本停留所に停車する高速バスは、専用通路を介して本線方向へ戻るため料金所ゲートを出入りしない。2010年（平成22年）12月10日に供用された。

### 停車路線
路線詳細は富山地方鉄道#高速・特急バスを参照のこと。
- 富山 - 東京（池袋駅東口・バスタ新宿）：富山地方鉄道・西武バスの共同運行
- 富山 - 新潟（万代シテイバスセンター）：富山地方鉄道・新潟交通の共同運行

## 隣
E8 北陸自動車道
(24)滑川IC - 有磯海SA - (25)魚津IC - (26)黒部IC